# 周寨镇
周寨镇，是中华人民共和国安徽省宿州市砀山县下辖的一个乡镇级行政单位。

## 行政区划
周寨镇下辖以下地区：
周寨村、郭张庄村、张屯村、朱小楼村、洪庄新村、周平庄村、张老家村、郭程庄村、周楼村、刘暗楼村、解楼村、孙老家村和孙集村。